# Fönsterhanterare

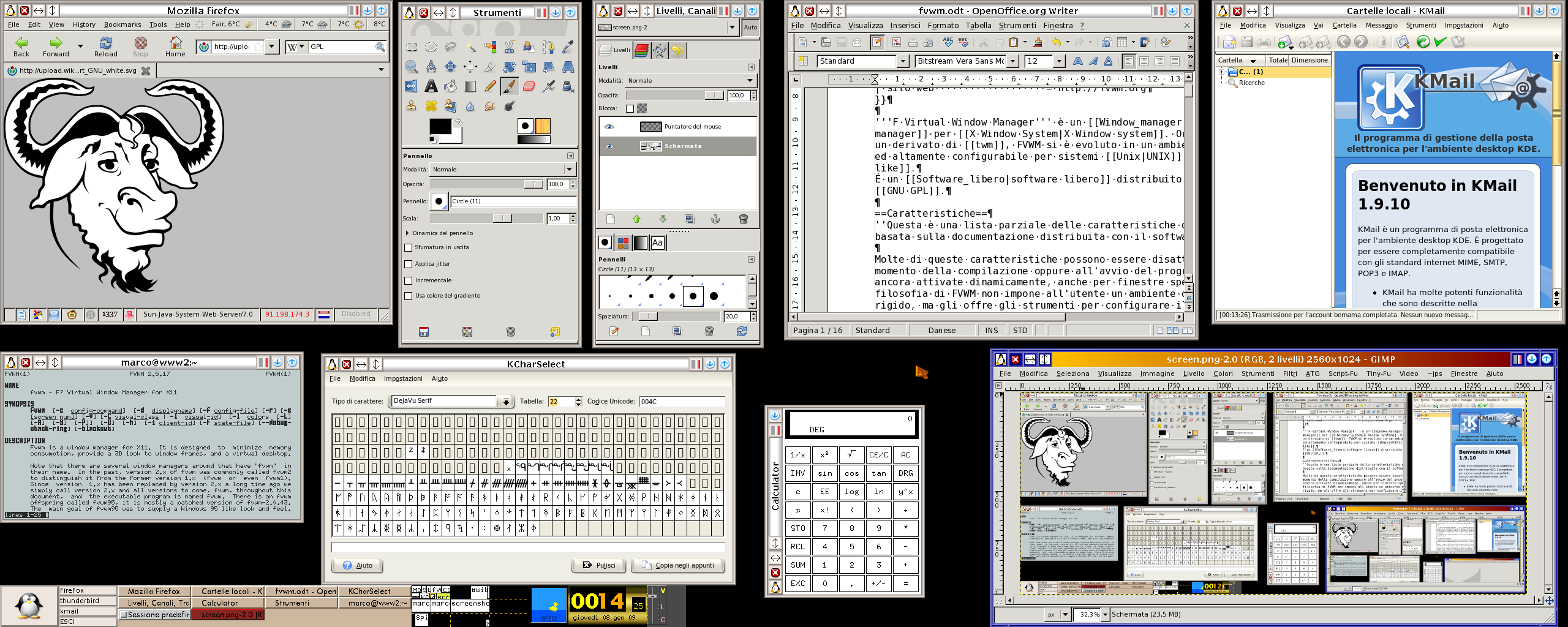
Skärm med många öppna program, fönsterhanteraren fvwm utan skrivbordsmiljö. I balken nere till vänster knappar för att navigera mellan olika program och virtuella skärmar, samt klocka och andra småprogram (klicka på bilden och på bilden du då får fram för att se den i full upplösning).

En fönsterhanterare är ett program som har till uppgift att övervaka och kontrollera andra datorprograms fönster. Termen används ofta i samband med X Window System som används i framförallt Unix och Unixliknande system såsom GNU/Linux, där användaren ofta själv tillåts välja vilken fönsterhanterare denne vill använda. Andra exempel på fönsterhanterare är GEM och tidiga versioner av Windows.
Fönsterhanteraren har vanligtvis som uppgift att ordna fönstrens position, storlek, stackning och mappning på skärmen, vanligtvis genom användarens interaktiva kontroll. Under X Window System är det skärmhanteraren som ansvarar för programfönstrens ramar, titelbalk, knappar och andra ”dekorationer”. Fönsterhanteraren erbjuder ofta också till exempel virtuella skärmar.
Man skiljer på fönsterhanterare och så kallade skrivbordsmiljöer, som KDE, GNOME och Xfce, vilka i regel inkluderar en fönsterhanterare, men som också tillhandahåller exempelvis filhanteringsprogram, programbibliotek, grafiska element och olika tillämpningsprogram.

## Fönsterhanterare för X
- 4dwm
- 5Dwm[1] (fönsterhanterare ursprungen från mwm)
- 9wm[2] (klon av fönstersystemet i Plan 9)
- aewm[3]
- aewm++
- AfterStep[4]
- Blackbox[5]
- CTWM[6]
- dwm
- Enlightenment[7]
- evilwm[8]
- Fluxbox[9]
- FVWM[10] (en virtuell fönsterhanterare, ursprungen från twm)
- FVWM95
- i3[11] (Fönsterhanterare baserad på erfarenheter från wmii)
- IceWM[12]
- Ion[13]
- Kahakai[14]
- larswm[15]
- Luminocity
- LWM[16]
- Kwin (ursprungligen kallad Kwm, förvald fönsterhanterare i KDE)
- Matchbox[17]
- Metacity[18] (förvald fönsterhanterare i GNOME sedan version 2.2)
- MWM (Motif-fönsterhanterare)
- OLWM (och OLVWM[19])
- Openbox[20]
- Oroborus[21]
- PekWM[22]
- PWM[23]
- Qvwm[24] (Windows 95/98 look-alike)
- Ratpoison[25]
- Sawfish[26] (ursprungligen kallad Sawmill)
- Scrotwm[27]
- Scwm[28] (the Scheme constrained window manager)
- twm[29] (Tab/Tom's Window Manager)
- uwm
- Waimea[30]
- Window Maker[31]
- WindowLab[32]
- WMI (Window Manager Improved)
- wmii[33] (Window Manager Improved 2)
- Xfwm, förvald fönsterhanterare i Xfce
- xmonad, fönsterhanteraren skriven i Haskell
- XPwm (fönsterhanterare i skrivbordsmiljön XPde)